# Mastonia crassula
Mastonia crassula is een slakkensoort uit de familie van de Triphoridae. De wetenschappelijke naam van de soort is voor het eerst geldig gepubliceerd in 1880 door Martens.